# 権良淑
権 良淑（けん・りょうしゅく、クォン・ヤンスク、ハングル：권양숙、1947年12月23日 - ）は、第16代大韓民国大統領・盧武鉉の妻で、元大韓民国ファーストレディ（2003年 - 2008年）である。本貫は安東権氏。

## 概要
慶尚南道馬山市鎭北面（現・慶尚南道昌原市馬山合浦区鎭北面）出身。ケソン女子商業高校卒業。
盧武鉉とは同郷で、1973年1月に恋愛結婚した。盧武鉉が司法試験に合格したとき、夫のひざに顔を埋めて泣いたという。

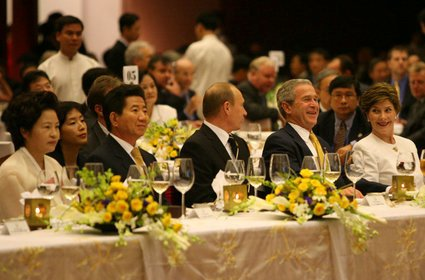
2006年のAPEC首脳会議に、夫の盧武鉉（左から二番目）と参加する権良淑（一番左）（中央はプーチン大統領、右はブッシュ大統領とローラ夫人）。

しかし、昇進に関して疑惑のあるクォン・キジェ元大統領府行政官（2004年までに27年間地方の税務署で勤務した後に、大統領府行政官にまでに昇進した）が、彼女の弟の同級生であったことへの疑惑もあった。さらに弟の銀行家クォン・ギムンも、盧武鉉政権発足後に急激な昇進をしていることも、一部で疑惑の目を向けられている。なお、3100万ウォンを横領した疑いで2006年3月に逮捕された韓国の土建会社代表は、権良淑の末弟を名乗っていたが実際は無関係であった。
社会福祉や、教育などの児童・青少年問題、女性などの家庭に関した諸問題に関心があるようである。趣味は音楽鑑賞、読書、水泳、登山。また、彼女は夫・盧武鉉と一緒に二重瞼へ整形をしている。
2003年にシンガポールを訪問した際、「権良淑蘭」と名付けられた新しい品種の蘭を受け取っている。
2004年に、国連国際家族年10周年記念・大韓民国代表夫婦選定委員会による、「韓国を代表するおしどり夫婦」のアンケート調査では、夫の盧武鉉と共に3位に選ばれた。
2006年には、就業ポータル・キャリアと韓国の女性週刊誌『ウーマンタイムズ』が行ったアンケート調査・「韓国のパワーウーマン・トップ10」で第五位に選ばれた。
2019年5月24日、夫の盧武鉉元大統領の没後10年の追悼式典に参列した。式典にはほかに、ブッシュ元大統領、文在寅大統領の配偶者である金正淑夫人が参列した。盧武鉉財団によると、当日会場となった元大統領の故郷である慶尚南道金海市烽下村へ、2万人を超える市民の訪問があった。
2022年6月13日、尹錫悦大統領夫人である金建希の訪問を受けた。これは尹大統領就任後、初の夫人の単独公式活動となる。金は韓国高速鉄道を利用して、烽下村に入った。夫の盧武鉉元大統領の墓に詣でたのち、権良淑宅に移動し、1時間半ほど対談した。

## 収賄事件
2009年4月11日、朴淵次泰光実業会長から100万ドル（約1億490万円）などを受け取った疑いで釜山地方検察庁に出頭を求められ、調査を受けた。盧は在任中に権が受領したことで、検察の調査を受けた。この直後である5月23日早朝自殺した。